# (101955) Bénou
Pour l'oiseau éponyme de la mythologie égyptienne, voir Bénou.
(101955) Bénou (désignation internationale : (101955) Bennu), désigné auparavant sous sa dénomination provisoire 1999 RQ36, est un astéroïde découvert en 1999 ayant un diamètre d'environ 500 mètres et décrivant une orbite de 1,2 an autour du Soleil. Il s'agit d'un astéroïde géocroiseur Apollon, c'est-à-dire coupant l'orbite de la Terre.
La sonde spatiale OSIRIS-REx de la NASA, lancée en septembre 2016, a atteint Bénou le 3 décembre 2018 vers 17 h TU, afin de rapporter en 2023 un échantillon de 60 grammes de sol aux fins d'analyse,. Le 26 octobre 2020, elle a pu récolter des échantillons lors de sa première manœuvre.
La sonde est revenue sur Terre le 24 septembre 2023 et les scientifiques de la NASA ont récupéré la capsule contenant les échantillons dans le désert de l'Utah.
L'astéroïde est nommé d'après Bénou, oiseau de la mythologie égyptienne ; à ne pas confondre avec Bénou, qui désigne également la planète Vénus chez les Égyptiens de l'Antiquité, l'astre qui fait traverser cet oiseau.

## Nom
Jusqu'au 1er mai 2013, l'astéroïde était connu sous la dénomination provisoire (101955) 1999 RQ36. Parmi les propositions de plus de 8 000 participants, le nom de Bénou est le gagnant du concours universitaire international Name that Asteroid! organisé en partenariat par l'université de l'Arizona, la Planetary Society et le programme de relevé astronomique LINEAR du laboratoire Lincoln du MIT.
Les concurrents devaient soumettre un nom avec une courte explication de leur choix. Les noms devaient se conformer aux directives de nommage du Centre des planètes mineures. Une commission d'examen a été réunie par les partenaires du concours afin de sélectionner le nom gagnant et l'envoyer au Comité de nomenclature des petits corps de l'Union astronomique internationale (UAI) (en anglais International Astronomical Union (IAU) Committee for Small Body Nomenclature), qui approuve officiellement le nom.
Le nom Bennu (la graphie anglaise de Bénou) avait été proposé par Michael « Mike » Puzio, un élève de 3rd grade de Caroline du Nord (États-Unis), âgé de 9 ans. Ce nom vient de celui de l'oiseau de la mythologie égyptienne. Il avait choisi ce nom à cause de la ressemblance, selon lui, du bras et des panneaux solaires du système de prélèvement TAGSAM de la sonde OSIRIS-REx avec le cou et les ailes de Bénou sur des dessins, les Égyptiens représentant généralement Bénou sous la forme d'un héron gris,.

## Caractéristiques physiques

Série d'images radar de l'observatoire de Goldstone montrant la rotation de Bénou.

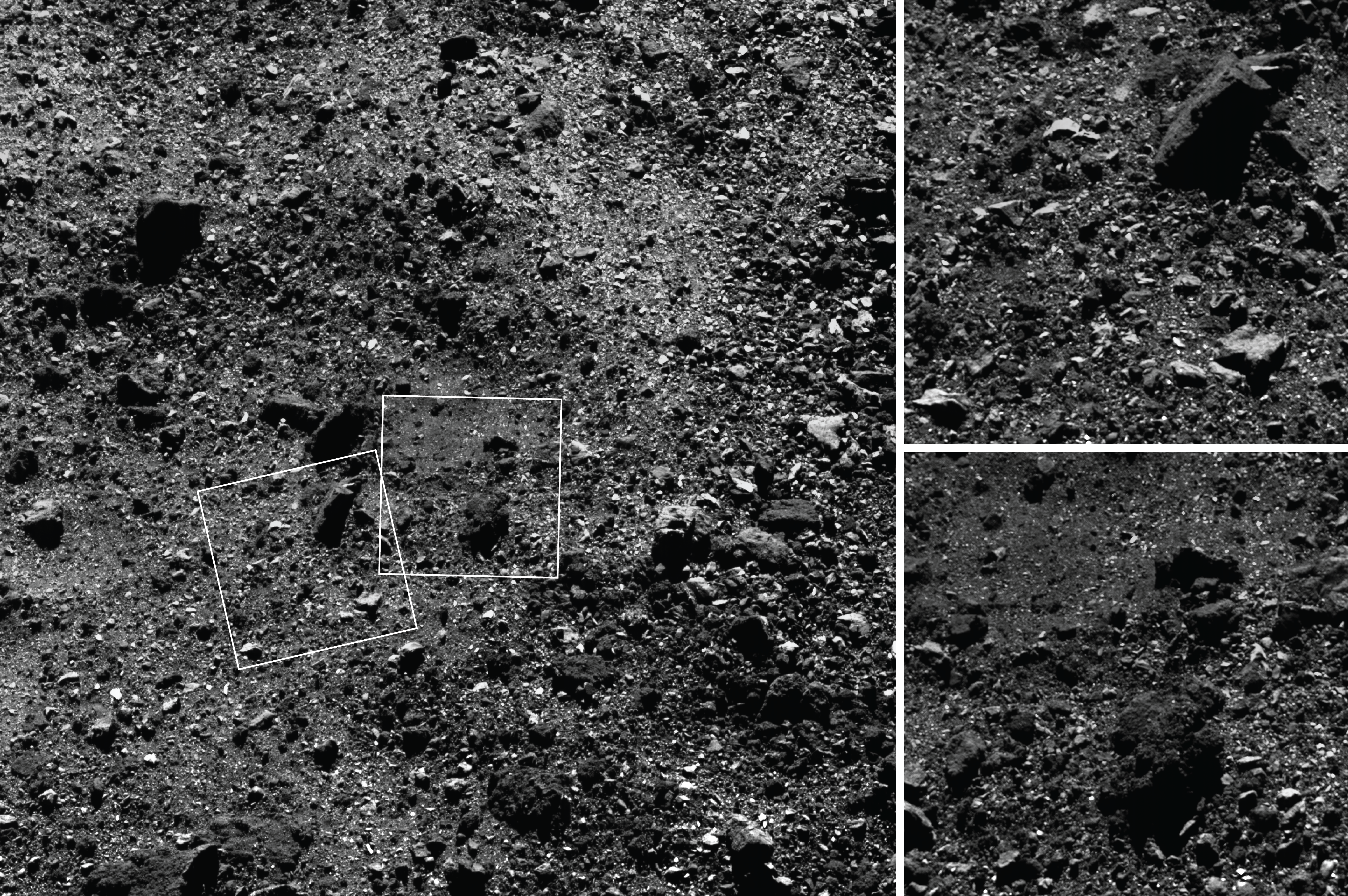
Images de l'hémisphère nord de Bénou, prises par OSIRIS-REx à une altitude d'environ 1.8 km.

Bénou est grossièrement sphérique, mais ressemble plutôt à une toupie voire à un diamant. Son axe de rotation est orienté de 178 degrés par rapport à son orbite ; le sens de rotation sur cet axe est rétrograde par rapport à l'orbite.
Un bourrelet est bien visible le long de l'équateur de Bénou. L'existence de ce bourrelet suggère que du régolithe très fin s'est accumulé sous l'effet de la rotation relativement rapide, et a pu s'écouler vers l'équateur du fait de la gravité très faible. De plus, la rotation de Bénou est en accélération, faible mais constante. Ceci est dû à l'effet YORP : du fait des irrégularités de l'émission thermique de sa surface, Bénou accélère constamment, réduisant sa période de rotation d'une seconde tous les 100 ans.
Des observations de Bénou effectuées en 2007 par le télescope spatial Spitzer ont permis de mesurer un diamètre de 484 ± 10 m, observation cohérente avec toutes les autres observations effectuées depuis. Son albédo, relativement faible, est de 0,046 ± 0,005. La mesure de l'inertie thermique a montré qu'elle variait de 19 % au cours de chaque rotation. Il semble que la granularité du régolithe soit assez modérée, de quelques millimètres à un centimètre. Il n'a pas été détecté de queue de poussières autour de Bénou, ce qui limite la présence de cette poussière dans un rayon de 4 750 km à 103 kg.

## Caractéristiques géologiques

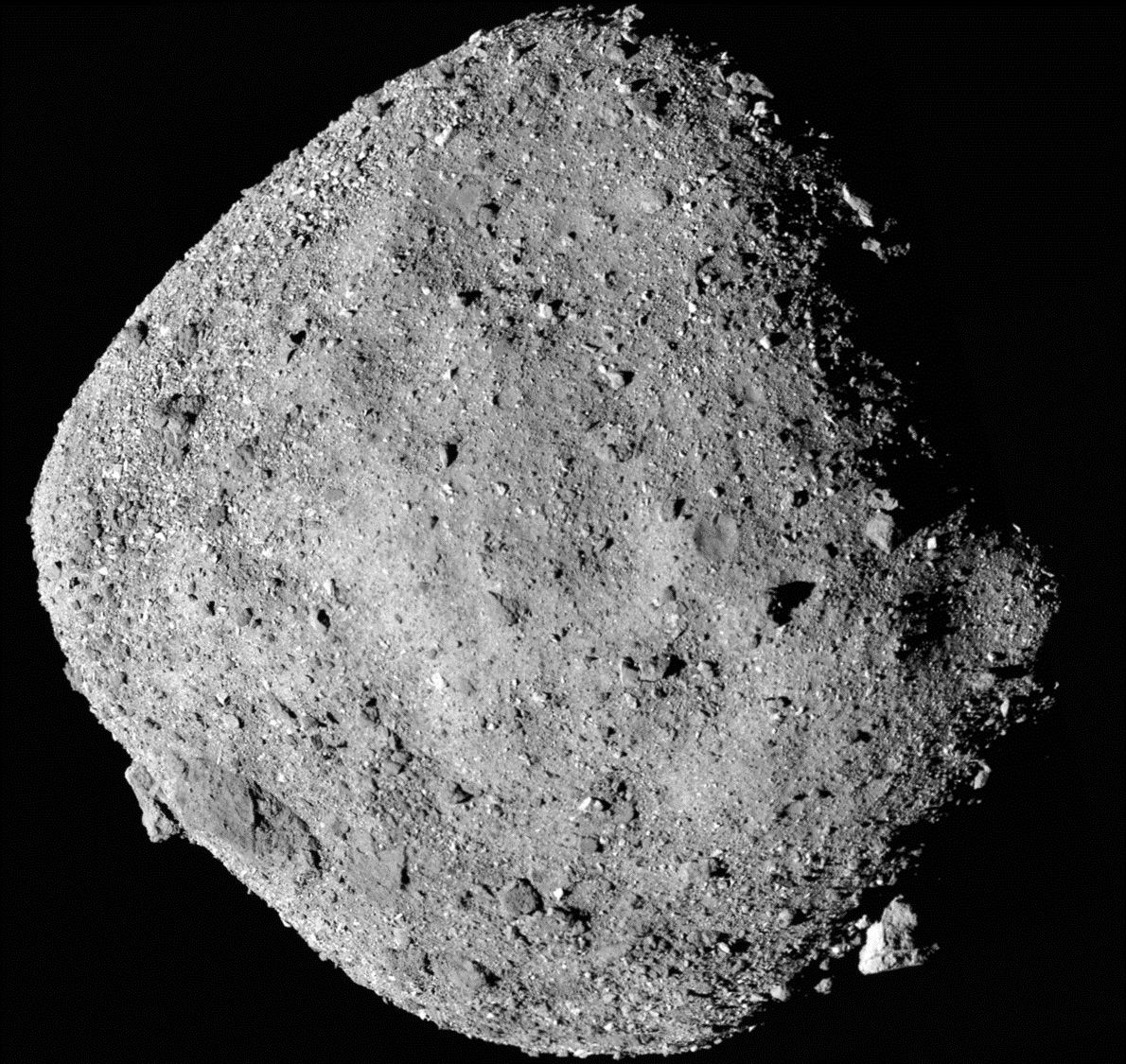
Image mosaïque de Bénou composée de 12 images PolyCam recueillies le 2 décembre 2018 par la sonde spatiale OSIRIS-REx à une distance d'environ 24 km.

Au 26 mars 2020, une regio (région) et 23 saxa (rochers) ont reçu un nom officiel. Le thème utilisé pour ces dénominations est celui des oiseaux mythologiques.
En 2020, une étude de la taille et de la profondeur des cratères d'impact à la surface des rochers métriques de Bénou conclut que cet astéroïde a quitté la ceinture principale et rejoint les environs de la Terre il y a 1,75 ± 0,75 million d'années.

## Exploration

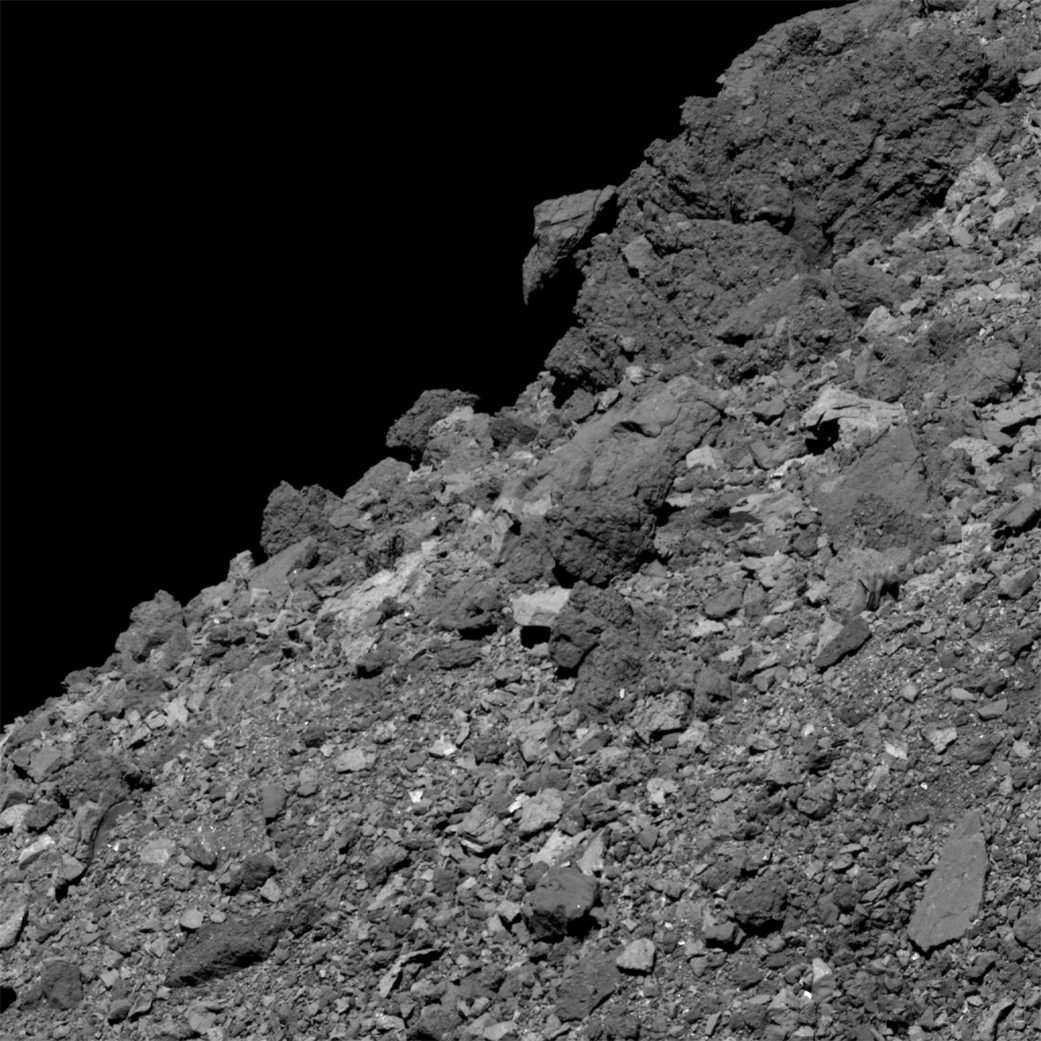
Surface de Bénou couverte de régolithe vue par la sonde OSIRIS-REx.

Le 8 septembre 2016, la NASA lance une mission de sept ans pour récupérer sur cet astéroïde des échantillons de roches et de poussières afin d'aider les scientifiques à mieux comprendre les origines des planètes du système solaire car Bénou se serait formé il y a 4,5 milliards d'années, c'est-à-dire en même temps que la Terre et les autres planètes. Certains, comme Dante Lauretta (en), espèrent aussi y trouver des indices sur l'origine de la vie : outre de l'eau gelée, des molécules organiques comme des acides aminés considérés comme les précurseurs de la vie pourraient y être trouvés et étudiés. Pour cela, OSIRIS-REx est doté d'un bras de 3,35 mètres de long capable de souffler un jet d'azote devant libérer quelques échantillons de roches en surface de l'astéroïde. L'engin dispose aussi d'un système d'aspiration capable de récolter et stocker au moins 60 grammes de matière (soit 60 fois plus que le vaisseau spatial japonais Hayabusa 2, qui prélève des échantillons sur l'astéroïde (162173) Ryugu).

Dans la deuxième moitié du mois d'octobre 2018, la sonde OSIRIS-REx se rapproche à 320 km de Bénou, en prenant une série de photos, grâce à sa caméra PolyCam. En décembre 2018, l'instrument MapCam produit, en utilisant des filtres couleur, des cartes multidimensionnelles et permet ainsi d'étudier la répartition géographique des différents matériaux. La suite de la mission se déroule ensuite jusqu'en 2021.
Le retour sur Terre a eu lieu en septembre 2023.
Le 11 décembre 2018, la NASA indique qu'OSIRIS-REx a découvert de l'eau sur Bénou, confirmant en partie les prévisions ci-dessus.
Fin mars 2019 les principaux résultats, la plupart surprenants, sont :
- l'éjection épisodique de particules (11 événements entre le 11 janvier et le 8 février)[23], ce qui ajoute Bénou à la douzaine d'astéroïdes actifs connus à ce jour (sur plus de 800 000) ;

Éjections de matière
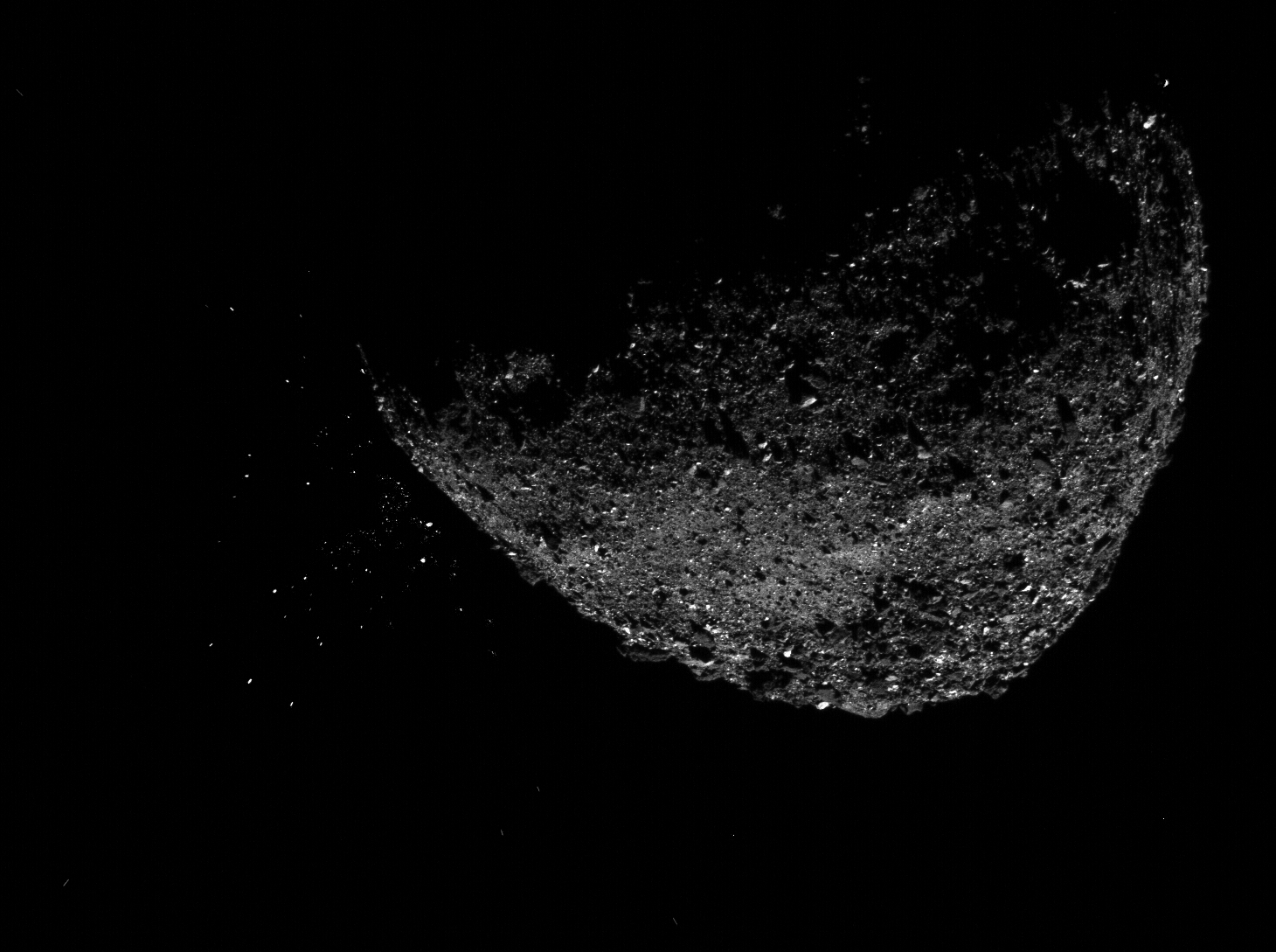
Éjection de particules (visibles à gauche) le 6 janvier 2019.
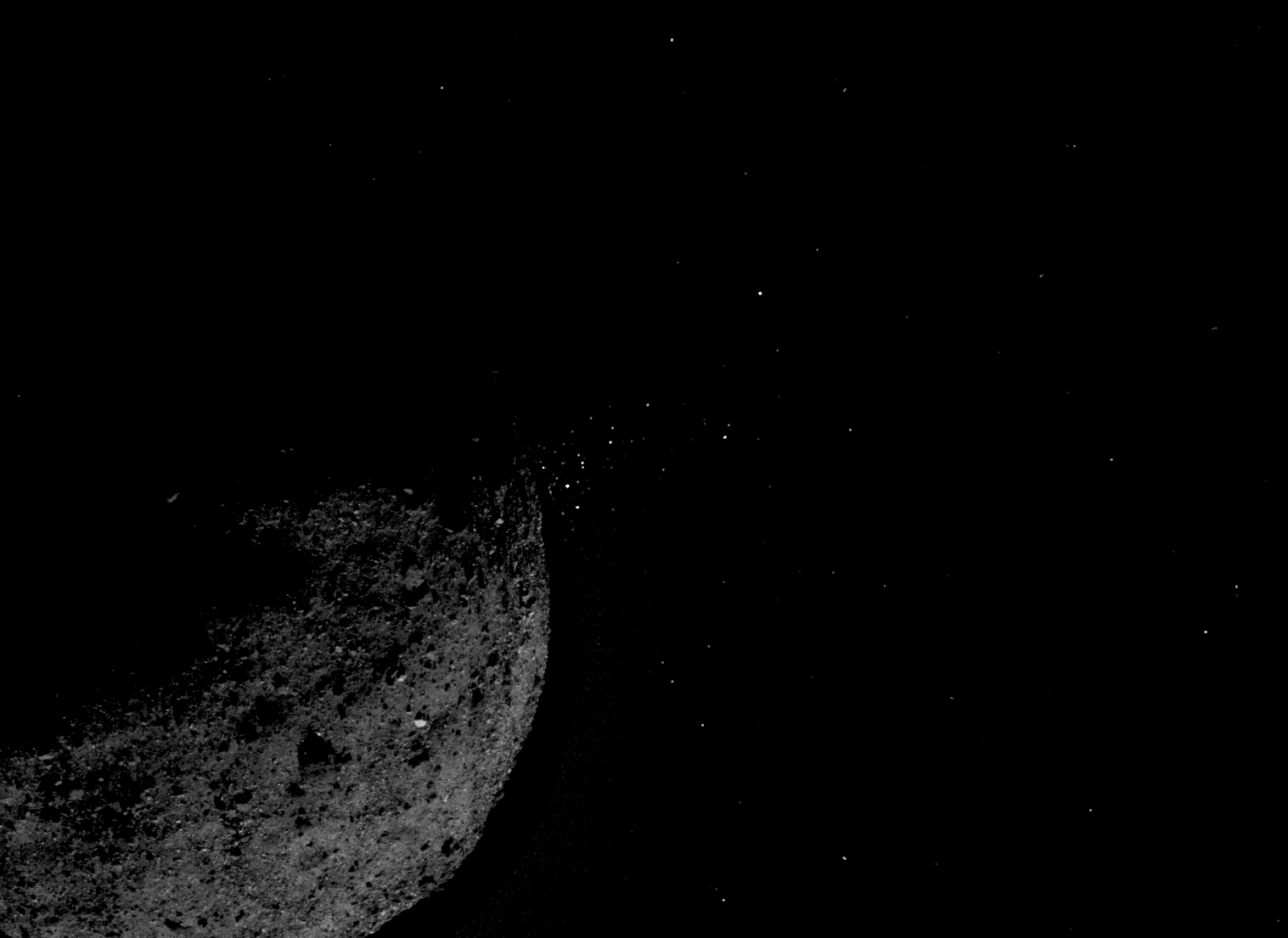
Vidéo montrant les trajectoires des particules éjectées le 19 janvier 2019.
- Éjection de particules (visibles à droite) le 19 janvier 2019.

- une surface particulièrement irrégulière, avec plus de 200 blocs de plus de dix mètres de diamètre, alors qu'on s'attendait à un sol constitué de particules centimétriques ;
- comme prévu la forme d'une toupie (avec un renflement équatorial dû à la grande vitesse de rotation), mais une densité étonnamment faible, celle d'un amas de débris seulement liés par la faible gravité, avec près de 60 % de vide ;
- une abondance de minéraux hydratés (des phyllosilicates) et de magnétite, comme les rares météorites CM (mais avec des propriétés physiques différentes) ;
- une rotation en train d'accélérer, sans doute à cause de l'effet YORP, une interaction avec le rayonnement solaire ;
- une surface relativement vieille (entre 0,1 et 1,0 Ga), mais en perpétuelle réorganisation.

## Exploitation minière
Alors que le lancement se prépare (septembre 2016), quelques entreprises dont Deep Space Industries à Mountain View en Californie suivent l'événement avec attention ; elles envisagent la possibilité (controversée) de se lancer dans la recherche et l'exploitation de métaux et minéraux rares dans l'espace, voire de collecter des carburants pour les missions spatiales de longue durée. Pour elles, si la NASA réussit à ramener sur Terre des échantillons de cet astéroïde, cette mission pourrait servir de preuve de concept et être suivie de tentatives d'exploitation commerciale (et éventuellement scientifique) d'astéroïdes, à condition de lever ou contourner un obstacle juridique international ; le traité de 1967 des Nations unies qui déclare l'espace (ce qui inclut la Lune et les autres corps célestes) comme ne pouvant faire l'objet de revendications de souveraineté.

## Analyses minéralogiques

### Une grande diversité de sels
En janvier 2025, un article de la revue Nature repris par le CNRS annonce les premiers résultats des analyses minéralogiques détaillées des échantillons de Benou rapportés sur Terre lors de la mission OSIRIS-REx. Une équipe internationale a identifié une grande diversité de sels dont des phosphates, des carbonates, des sulfates, des chlorures et des fluorures. 

### Briques de la vie
Bennu intéresse également les chercheurs sur l'origine de la vie grâce à la présence de composés organiques complexes pouvant favoriser le développement de la vie. Parmi les minéraux et les milliers de composés organiques, se trouvent les composants fondamentaux de l'ADN, des acides aminés et des nucléobases, 

## Risque d'impact terrestre
L'astéroïde se rapproche à moins de 300 000 kilomètres de la Terre tous les six ans. De ce fait, il est classé sur la liste des objets potentiellement dangereux par la NASA. Sur l'échelle de Palerme le risque est de -1,71. Un impact avec la Terre semble possible à la fin du vingt-deuxième siècle. Selon les données disponibles, il y a une probabilité cumulée de 1 sur 2 700 que Bénou percute notre planète entre 2175 et 2199. Un impact produirait une énergie cinétique de 1 200 mégatonnes en équivalent TNT (à titre de comparaison, l'équivalent TNT de Tsar Bomba, l'arme nucléaire la plus puissante jamais testée, était d'environ 54 mégatonnes et celle de l'éruption du Krakatoa en 1883 était d'environ 200 mégatonnes).